# Bálint Ferenc (állatorvos)
Bálint Ferenc (Makó, 1887. április 27. – Budapest, 1973. november 7.) magyar állatorvos.

## Életpályája
1912-ben diplomázott az Állatorvosi Főiskolán. 1914–1918 között katonaorvosként szolgált. 1918–1929 között Makón dolgozott állatorvosként. 1929-ben a budapesti Állatorvosi Hivatalba került. 1937-től a Földmívelésügyi Minisztériumban állategészségügyi főtanácsos volt. 1939-től az Északi kerület állategészségügyi főfelügyelője volt. 1945-től a Földművelésügyi Minisztériumban központi kerületi főfelügyelőként dolgozott. 1949-ben nyugdíjba vonult, de 1951–1957 között ismét munkába lépett, és a Pest megyei Tanácsnál higiénikus állatorvosként tevékenykedett. 1957-ben végleg nyugdíjazták.